# Prism (альбом)
Prism (стилизовано PRISM) (с англ. – «Призма») — четвёртый студийный альбом американской певицы Кэти Перри, изданный в 2013 году Capitol Records.
В первую неделю пластинка разошлась в США тиражом в 286 тысяч экземпляров и стартовала на первой строчке американского чарта Billboard 200.
Критики достаточно тепло приняли Prism, отметив лирику, звучание и стилистику альбома. Кэти Перри получила четыре номинации на премию «Грэмми», а также стала самой успешной исполнительницей по итогам года.
Основная тема альбома — это перерождение человека после трудностей в жизни. Изначально Перри планировала записать «темный альбом, полный разочарований», вдохновленный разводом исполнительницы с британским комиком Расселом Брендом. Изначально Перри хотела назвать альбом «Adult Reality». Однако позже она изменила своё решение. Песни, в основном, вдохновленные самосовершенствованием, надеждой и любовными чувствами.
Первым синглом альбома выступила композиция «Roar», которая заняла первую строчку американского чарта Billboard Hot 100. Третий сингл «Dark Horse», также занял первое место в американском чарте Billboard Hot 100. Другие же синглы пользовались хорошим коммерческим спросом.

## История создания
Я думала о своем будущем и своем следующем шаге в плане действий, которые я должна совершить. Я думаю, что было бы довольно глупо пытаться повторить вновь то, что было на последнем успешном альбоме [«Teenage Dream»]. Может быть, настало время, чтобы сделать нечто другое, что-то абсолютно непохожее. Я просто чувствую, что меня будут критиковать независимо от того, что я сделаю дальше, поэтому в будущем я буду работать только над тем, к чему я действительно питаю страсть.
После ошеломительного успеха с альбомом «Teenage Dream» Кэти Перри становится одной из самых крупных и популярных звезд в шоу-бизнесе, поэтому общественность находилась в ожидании её новой работы. После окончания её мирового тура «The California Dreams Tour» Перри решила сделать небольшой перерыв в карьере и записать достойный материал для слушателей. Когда Рассел Брэнд разорвал с ней отношения 30 декабря 2011 года, певица чувствовала себя опустошенной и пыталась покончить с собой. В июне 2012 Перри дала интервью для издания Vogue, где рассказала, что изначально планировала записать самый мрачный альбом из всех её работ. Она заявила: «Это было неизбежно после того, через что я прошла. Если бы у меня была машина времени, чтобы вернуться в прошлое, я бы сделала это. Но я не могу, поэтому Вы откроете другую часть меня». В разговоре с Interview она призналась, что хотела бы сделать звучание будущего альбома более акустическим.
Перри также сказала, что её новая музыка будет «реальной и чертовски мрачной», отметив, что поклонники смогут воспринимать её. Осенью того же года она сообщила Billboard, что она уже пересмотрела некоторые планы относительно будущего альбома. Перри сообщила изданию, что на тот момент запись альбома ещё не была начата, однако она обладала некоторыми текстами песен для пластинки.

## Запись
Перри начала работу над альбомом в конце 2011 года, когда она вернулась из мирового турне «The California Dreams Tour». Параллельно исполнительница работала над другими проектами: переиздание альбома «Teenage Dream: The Complete Confection», собственным концертным фильмом «Katy Perry: Part of Me» и озвучка мультфильма «Смурфики».
Первой записью для нового альбома стала песня «By the Grace of God», которую Перри написала в ноябре 2012 года. Впервые она выступила с этой композицией на iTunes Festival 2013. В этой композиции довольно мрачные строчки и глубокий смысл слов.
В конце декабря 2011 года стало известно, что Рассел Бренд решил подать на развод с Кэти Перри. Исполнительница вошла в депрессию, поскольку не ожидала такого поворота событий и надеялась, что ситуация исправится в лучшую сторону. Бурный развод изначально лег в основу будущего альбома. Перри заявила изданию Billboard, что новая запись будет «очень темной, насыщенной личными переживаниями».
Исполнительница начала работать с австралийской певицей Сиа, о чём она сообщила в Твиттере. В компании они написали композицию «Double Rainbow». Эта песня стала первым вестником, связанным с новым студийным альбомом.
К работе над «Prism» были привлечены такие продюсеры и исполнители, как Uahitov Alexander, Dr. Luke, Макс Мартин, Джуси Джей, Джон Мейер , Клас Эклунд, Stargate, Эмели Санде.

## Живые выступления
Перри впервые выступила со своим синглом «Roar» на музыкальной церемонии MTV Video Music Awards 2013. Выступление получило признание критиков и журналистов, которые назвали выступление «знаковым в карьере Перри». Певица приняла участие в музыкальных фестивалях iHeart Radio Festival и iTunes Festival. На последнем была исполнена композиция «By The Grace Of God». Перри выступила на MTV Europe Music Awards 2013 с синглом «Unconditionally». С синглом «Dark Horse» Перри выступила на 56-й ежегодной церемонии вручения наград «Грэмми», 34-й ежегодной церемонии вручения наград BRIT Awards 2014.

## Продвижение
29 июля 2013 года большой золотой грузовик в Лос-Анджелесе показал название альбома «Prism» и что он будет выпущен 22 октября 2013 года. В августе 2013 года Перри сказала о грузовике: «на самом деле грузовик „Prism“ был отличным способом объявить о записи, а не заходить напрямую в Twitter или Facebook или что-то в этом роде», — сказала Перри. Грузовик делал остановки в городах США, тем не менее, 9 августа 2013 года, грузовик был сбит пьяным водителем в Пенсильвании. Услышав эту новость, Перри написала в своем Твиттере, что он ещё вернётся. Лирическое видео на «Roar» было выпущено на YouTube 12 августа 2013 года.
20 августа 2013 года поклонники получили возможность через Твиттер разблокировать названия песен, тексты и фрагменты из «Prism». Затем поклонники услышали два фрагмента, и выбирали тот, который бы хотели, чтобы он был выпущен в полном объеме до выхода альбома. Эти два фрагмента были «Dark Horse», при участии рэпера Juicy J и «Walking On Air». 25 августа 2013 года голосование закончено, и «Dark Horse» стала победителем. После объявления Перри села за интервью и дала краткое описание каждой из песен. Она будет выпущена через iTunes 17 сентября 2013 года.

### Синглы
Первым синглом с альбома стал «Roar». Он вышел на радио 10 августа 2013 года и был выпущен на iTunes и YouTube 12 августа. Перри исполнила «Roar» впервые на 2013 MTV Video Music Awards 25 августа 2013 года. Он дебютировал на втором месте в Billboard Hot 100, достигнув № 1 через неделю (став 8-м чарттоппером в карьере певицы). Официальное музыкальное видео песни вышло 5 сентября 2013 года.
Вторым синглом стала Unconditionally. Это баллада с элементами альтернативного рока, христианской музыки и эмбиента. Песня получила положительные отзывы критиков, которые хвалили вокал Перри и чувственность лирики. Песня заняла 14 строчку в авторитетном чарте Billboard Hot 100, став первым синглом Перри за последние 5 лет, которая не смогла войти в топ-10 чарта.
Третьим синглом стала песня Dark Horse при участии Джуси Джея. Продюсером песни выступил Uahitov Alexander. Она получила хорошие отзывы от критиков. Не имея ни официального Lyric- видео, ни видеоклипа, песня достигла высоких мест, а позже возглавила чарты многих стран. Сингл занял 1 строчку в Billboard Hot 100 (став 9-м чарттоппером в карьере певицы), 1 позицию в Canadian Hot 100 и наивысшую 2 строчку в национальном чарте Новой Зеландии. Песня стала 13-м хитом Перри, который попал в лучшую десятку чарта Billboard Hot 100 и 10-м лидером чарта Hot Digital Songs.
Четвёртым синглом стала композиция «Birthday». Она была встречена положительно критиками. Песня рассказывает о днях рождений. Она заняла 17 строчку в чарте Billboard Hot 100.
Пятым синглом стала композиция «This Is How We Do». Премьера лирик-видео состоялась 24 июля 2014 года, а премьера клипа — 31 июля 2014 года.

## Реакция критиков
| Совокупная оценка    | Совокупная оценка |
| Источник             | Оценка            |
| -------------------- | ----------------- |
| Metacritic           | 61/100            |
| Оценки критиков      |                   |
| Источник             | Оценка            |
| AllMusic             | [ 19 ]            |
| The A.V. Club        | C+                |
| Chicago Tribune      | [ 21 ]            |
| Consequence of Sound | [ 22 ]            |
| Entertainment Weekly | B+                |
| The Guardian         | [ 24 ]            |
| Los Angeles Times    | [ 1 ]             |
| Rolling Stone        | [ 25 ]            |
| Slant Magazine       | [ 26 ]            |
| Spin                 | 5/10              |
| The Telegraph        | [ 28 ]            |

Критические отзывы были в основном положительными. Многие критики отмечали взросление и ранимость, другие обозреватели посчитали Prism разочарованием, по сравнению с предыдущим материалом, характеризуя продукцию песен как шаблонную и легко забывающуюся. Некоторые обозреватели похвалили чувственность и искренность исполнительницы, однако, в большинстве, похвала относилась к некоторым композициям, а не к целому альбому.
Rolling Stone поставил альбому 3 балла из 5 возможных, пояснив, что «она не всегда настолько же легко и иронично относится к самоанализу своей звездной натуры». Тексты альбома подверглись сравнению с работами Аланис Мориссетт. Обозреватель издания The Telegraph Хелен Браун поставила альбому 5 баллов из 5. Журналистка похвалила работу, назвав её «собранным альбомом личных переживаний». При этом она отметила качество и разнообразие альбомных треков, прокомментировав их как «прекрасно спродюсированные, экзотические мотивы». В завершении критического обзора Браун заявила, что «она звучит, как женщина и артист, который наконец-то нашёл самого себя в своей музыке».

## Коммерческий успех
Альбом дебютировал на первой строчке в Billboard 200 с 286 тыс. проданных копий, что стало лучшим результатом Перри за всю её карьеру. 'Prism' занял верхние строчки в чартах Австралии, Великобритании, Ирландии, Канады, Новой Зеландии. 'Prism', будучи самым быстро распродающимся альбомом Перри, занял вторую строчку по продажам в годовом чарте Австралии и вторым лучшим альбомом по продажам среди женщин в Соединенных Штатах в 2013 году. Международная федерация производителей фонограмм сообщила, что 'Prism' является шестым альбомом среди самых продаваемых пластинок 2013 года и лучшим альбомом в 2013 году, выпущенным исполнительницей, назвав Перри «глобальным феноменом».
Prism дебютировал на первой строчке американского альбомного чарта Billboard 200 с продажами 286 тысяч копий. Это второй альбом, который добрался до вершины чарта, и самый лучший недельный показатель продаж для исполнительницы. На второй неделе альбом продал 92 тысячи копий, упав на вторую строчку. Аналитики сообщили, что это самое маленькое падение продаж во вторую неделю со времен выхода альбома группы Civil Wars. На третьей неделе альбом продал 61 тысячу копий и разместился на 4 строчке чарта. На четвёртой неделе пребывания в Billboard 200, Prism продал 46 тысяч копий, оставаясь на 5 месте. На шестой неделе продажи пластинки выросли на 252 %, благодаря распродажам Black Friday. Prism расположился на 5 строчке чарта, продав 136 тысяч копий. На седьмой неделе Prism упал на 9 строчку, продав 51 тысячу копий, проведя 6 недель в топ-10 чарта. На восьмой неделе альбом продолжал оставаться в топ-10 на 9 строчке (седьмая неделя пребывания в лучшей десятке бестселлеров) с 59 тысячами проданных копий. На девятой неделе альбом поднялся на 7 строчку, на десятой — на 5, продав одинаковое количество копий — 99 тысяч. На декабрь 2018 года было продано свыше 3,5 миллиона копий на территории США.
В Австралии Prism дебютировал на первой строчке национального альбомного чарта, продав 41,620 копий в дебютную неделю продаж. Это второй альбом Перри, который добрался до первой строчки в Австралии. На данный момент продано свыше 140 тысяч копий. В Новой Зеландии альбом также попал на верхнюю строчку альбомного чарта.
В Великобритании пластинка сразу вошла в UK Album Chart на первой позиции, продав 53,827 копий. Продажи Prism на территории Великобритании превысили 450 тысяч копий.
По состоянию на декабрь 2018 года в мире было продано свыше 9 000 000 копий. Альбом занимает пятую строчку в списке «Самых продаваемых альбомов среди женщин» текущего тысячелетия.

## Награды
| Год  | Награда                  | Название   | Номинация                     | Результат |
| ---- | ------------------------ | ---------- | ----------------------------- | --------- |
| 2015 | «Грэмми»                 | «Prism»    | Лучший поп-вокальный альбом   | Номинация |
| 2014 | «Грэмми»                 | «Roar»     | Песня года                    | Номинация |
| 2014 | «Грэмми»                 | «Roar»     | Лучшее поп-сольное исполнение | Номинация |
| 2014 | «American Music Award»   | «Prism»    | Лучший поп/рок альбом         | Номинация |
| 2014 | «Billboard Music Awards» | Кэти Перри | Top Female Artist             | Победа    |
| 2014 | «Billboard Music Awards» | Кэти Перри | Top Digital Artist            | Победа    |

## Список композиций
| №   | Название                           | Длительность |
| --- | ---------------------------------- | ------------ |
| 1.  | «Roar»                             | 3:42         |
| 2.  | «Legendary Lovers»                 | 3:44         |
| 3.  | «Birthday»                         | 3:35         |
| 4.  | «Walking On Air»                   | 3:42         |
| 5.  | «Unconditionally»                  | 3:49         |
| 6.  | «Dark Horse» (совместно с Juicy J) | 3:35         |
| 7.  | «This is How We Do»                | 3:24         |
| 8.  | «International Smile»              | 3:48         |
| 9.  | «Ghost»                            | 3:23         |
| 10. | «Love Me»                          | 3:53         |
| 11. | «This Moment»                      | 3:47         |
| 12. | «Double Rainbow»                   | 3:52         |
| 13. | «By the Grace of God»              | 4:28         |

| №   | Название              | Длительность |
| --- | --------------------- | ------------ |
| 14. | «Spiritual»           | 4:36         |
| 15. | «It Takes Two»        | 3:54         |
| 16. | «Choose Your Battles» | 4:27         |

## Чарты
| Чарт (2013—15)                         | Высшая позиция |
| -------------------------------------- | -------------- |
| Австралия (ARIA)                       | 1              |
| Австрия (Ö3 Austria)                   | 3              |
| Бельгия/Фландрия (Ultratop)            | 5              |
| Бельгия/Валлония (Ultratop)            | 7              |
| Бразилия (Billboard)                   | 7              |
| Канада (Canadian Albums Chart)         | 1              |
| Китай (Sino Chart)                     | 3              |
| Хорватия (IFPI)                        | 5              |
| Чехия (ČNS IFPI)                       | 11             |
| Дания (Hitlisten)                      | 4              |
| Нидерланды (Album Top 100)             | 4              |
| Франция (SNEP)                         | 4              |
| Финляндия (Suomen virallinen lista)    | 15             |
| Германия (Offizielle Top 100)          | 4              |
| Греция (IFPI)                          | 5              |
| Венгрия (MAHASZ)                       | 10             |
| Ирландия (IRMA)                        | 1              |
| Италия (Classifica album)              | 5              |
| Япония (Oricon)                        | 5              |
| Мексика (Top 100)                      | 2              |
| Новая Зеландия (RMNZ)                  | 1              |
| Норвегия (VG-lista)                    | 3              |
| Польша (ZPAV)                          | 34             |
| Португалия (AFP)                       | 10             |
| Россия (Russian Music Charts)          | 5              |
| Шотландия (Scottish Albums Chart)      | 1              |
| ЮАР (RISA)                             | 7              |
| Республика Корея (Gaon)                | 21             |
| Республика Корея (International, Gaon) | 4              |
| Испания (PROMUSICAE)                   | 3              |
| Швеция (Sverigetopplistan)             | 3              |
| Швейцария (Schweizer Hitparade)        | 2              |
| Китайская Республика (Five Music)      | 1              |
| Великобритания (UK Albums Chart)       | 1              |
| США (Billboard 200)                    | 1              |

| Чарт (2013)                       | Позиция |
| --------------------------------- | ------- |
| Австралия                         | 2       |
| Бельгия (Wallonia)                | 120     |
| Бельгия (Flanders)                | 101     |
| Канада                            | 29      |
| Дания                             | 82      |
| Нидерланды                        | 86      |
| Германия (Official German Charts) | 94      |
| Ирландия                          | 18      |
| Италия                            | 69      |
| Мексика                           | 43      |
| Новая Зеландия                    | 12      |
| Швеция                            | 53      |
| Швейцария                         | 77      |
| Великобритания                    | 28      |
| США (Billboard 200)               | 49      |
| В мире                            | 6       |

| Чарт (2014)         | Позиция |
| ------------------- | ------- |
| Австралия           | 7       |
| Австрия             | 73      |
| Канада              | 5       |
| Нидерланды          | 70      |
| Франция             | 94      |
| Италия              | 65      |
| Мексика             | 40      |
| Новая Зеландия      | 10      |
| Швеция              | 11      |
| Швейцария           | 63      |
| Великобритания      | 52      |
| США (Billboard 200) | 8       |

| Чарт (2015)         | Позиция |
| ------------------- | ------- |
| Австралия           | 54      |
| Швеция              | 61      |
| США (Billboard 200) | 83      |

| Чарт (2010—2019)    | Позиция |
| ------------------- | ------- |
| Австралия (ARIA)    | 14      |
| Норвегия (VG-lista) | 34      |
| США (Billboard 200) | 56      |

## Сертификации
| Регион | Сертификация          | Продажи               |
| --- | --------------------- | --------------------- |
| Австралия (ARIA) | 5× Платиновый         | 350 000^              |
| Австрия (IFPI Austria) | 3× Платиновый         | 45 000*               |
| Бразилия (ABPD) | 2× Платиновый         | 80 000*               |
| Канада (Music Canada) | 3× Платиновый         | 240 000^              |
| Колумбия | Золотой               |                       |
| Дания (IFPI Danmark) | Платиновый            | 20 000                |
| Франция (SNEP) | Платиновый            | 140,000               |
| Германия (BVMI) | Золотой               | 100 000^              |
| Ирландия (IRMA) | Золотой               | 7500^                 |
| Италия (FIMI) | Платиновый            | 50 000                |
| Мексика (AMPROFON) | 4× Платиновый+Золотой | 270 000^              |
| Нидерланды (NVPI) | Платиновый            | 50 000^               |
| Новая Зеландия (RMNZ) | 2× Платиновый         | 30 000^               |
| Норвегия (IFPI Norway) | 5× Платиновый         | 100 000*              |
| Перу | Платиновый            |                       |
| Польша (ZPAV) | 2× Платиновый         | 40 000                |
| Сингапур (RIAS) | Платиновый            | 10 000*               |
| Швеция (GLF) | Платиновый            | 40 000                |
| Швейцария (IFPI Switzerland) | Золотой               | 10 000^               |
| Великобритания (BPI) | Платиновый            | 438,486               |
| США (RIAA) | 5× Платиновый         | 5,000,000 / 1,740,000 |
| * Данные о продажах приведены только на основе сертификации. · ^ Данные о тиражах приведены только на основе сертификации. · Данные о продажах + прослушиваниях приведены только на основе сертификации. |                       |                       |